# 시질 펠라자란 말레이시아
SPM 또는 정식 이름인 Sijil Pelajaran Malaysia는 말레이시아의 대학입시시험으로, 한국의 수능 격이라 할 수 있다. Sijil Pelajaran Malaysia는 "말레이시아 교육수료증"을 말하는데, 말은 즉슨, 중학교까지의 교육수료증을 따서 대학에 사용할 수 있다는 얘기이다. 국제학교에서는 SPM 대신 O-Level을 보기도 한다. 주로 11월 ~ 12월에 치러지며, SPM-U(SPM Ulangan)라 하여 6월 ~ 7월에 낙제자들을 상대로 치러지는 재시험이 존재한다.

## 개요
SPM은 말레이시아 초/중등 교육과정의 마지막 시험이다. 말레이시아 교육 과정은 초등학교가 6학년까지 있는데, 바로 이 초등학교 6학년에 보는 시험은 UPSR(Ujian Pencapaian Sekolah Rendah)이다. 고등학교가 없는 대신 중학교가 5학년까지 있는데, 실질적인 중등교육과정은 3학년까지이다(참고로 여기까지는 무상의무교육이다). 바로 이 중학교 3학년에 보는 시험이 PT3(Pentaksiran Tingkatan 3)이다. 2013년까지는 PMR(Penilaian Menengah Rendah)이었다. 그리고 나머지 2년은 사실상 고등교육과정인데 여기 5학년때 보는 것이 바로 SPM이다.
UPSR이나 PT3의 경우 의무교육과정 상 낙제해도 별 문제가 없지만, SPM의 경우, 낙제 시 재시험을 치러야 한다.

## 응시

### 응시 방법
모든 말레이시아의 학생들(국제학교는 제외)은 중학교 5학년 학기가 시작하면 학교로부터 SPM 신청서가 주어진다. 이 신청서에 등록한 학생들만에게 SPM 응시자격이 주어진다. 미등록 시 응시할 수 없다. 또한 등록 후에는 선택과목을 바꿀 수 없다. 참고로 등록 시 필수과목은 무조건 선택해야 하는데, 선택과목까지 포함해서 대개 9~10개 정도 선택한다고 한다.

### 응시
10월 경에 정부로부터 모든 학교에 SPM 스케줄과 시험 규정 등이 나온 책자가 나오며, 마지막장에 최종 신청서를 작성하여 자신이 SPM을 응시할 것임을 명백히 밝혀야 한다. 이 종이는 뜯어서 정부로 보내진다. 참고로 책자는 1인당 1개뿐이며, 분실 시 타인으로부터 빌려서 카피를 뜨거나 인터넷으로 구할 수 있다.
시험은 대개 11월 ~ 12월에 치러지는데, 2014년에는 11월 3일부터 12월 3일까지 치러졌다. 시험기간은 총 30일이며, 중간에 최소 1일에서 최대 1주일까지의 공백이 있다(이는 휴식기간). 모든 시험지와 에세이를 쓸 종이(full-scap paper), (미술과에 한해서만)도화지는 다 정부에서 오며, 시험문제 유출을 막기 위해 질긴 플라스틱 재질의 비닐 두 장 속에 넣은 뒤 어두운 색의 크고 질긴 비닐 주머니에 넣고 안전핀으로 잠근다. 이 모든 것은 다 쿠알라룸푸르/푸트라자야에 위치한 연방정부에서 온다. 시험 감독관들도 다 정부에서 오며, 학교에 따라 3~4명, 6~7명정도 된다. 정부에서 온 감독관들은 대개 엄격하기로 유명하다.

## 시험 범위
시험 범위는 정해져 있지 않다. 그리고 매년 랜덤이다. 하지만 대개 4학년과 5학년 때 배운 부분의 대부분이 나온다. 수학의 경우는 PT3학년인 3학년 때 배운 부분이 나오기도 한다. 매년 문제가 다르게 나오며, 이 문제 또한 어디서, 또 어떻게 나오는 지 알 수 없다. 그러나 SPM에 앞서 각 학교들에서 치르는 연습시험/모의고사(Peperiksaan Percubaan SPM)는 SPM 시험문제가 어떻게 나올 것인가를 대강 알려주며, 심지어 말라야 지역의 공립학교들의 경우 시험문제 출제자가 실제 SPM의 출제자로 선발되는 경우가 있어 어느 정도 예측이 가능하다. 그리고 올해의 시험은 지난 해의 시험과 비슷하게 나온다고 한다. 이렇기 때문에 부분적인 예측이 가능함에 따라, 학교 선생들이 시험 바로 직전에 "대강 이렇게 나올 것이다"라고 예측한 팁을 줄 수 있다. 이것은 합법이다. 그러나 실제 시험문제를 그대로 알아내 "이런 문제가 나온다"고 알려주거나, 또는 진짜 팁을 그대로 줄 경우, 이것은 명백한 불법이다. 이럴 경우 시험문제 유출에 연루된 사람들은 선생이건 학생이건 떠나서 무조건 징역형이다. SPM은 아니지만, UPSR의 경우, 실제 2014년 9월 일부 교사들이 시험문제를 일부 유출했다가 큰 일이 불거져 많은 교사들이 수감된 적이 있으며, 이 때문에 12일~15일 경에 보던 시험이 30일까지로 연장되 학생들의 불만이 터진 사건도 있었다.
과학이나 역사의 경우는 대강의 예측이 가능하나, 국어나 영어 등 언어과목이나 역사 페이퍼 3의 경우 랜덤이므로, 기본 예측도 어렵다. 그리고 연습시험의 문제가 실제 SPM에 100% 나온다는 보장도 없다. 말레이시아에서는 문제집이나 자습서에서 스캔을 떠서 시험지로 주는 것을 허용하므로, 이렇게 될 경우 예측은 거의 불가능하다. 그리고 예측도 그저 감으로 찍는 것이기 때문에, 수험생들도 예측에만 의존해 공부해서는 안 될 것이다.

## 과목
최소 5개의 필수과목이 있고, 나머지는 선택과목이다. 필수과목은 컷트라인(passing mark, lulus) 이상의 점수를 받아야 하는데 이 컷트라인은 학생들의 성적에 따라 좌우되며(예를 들어, 성적이 전체적으로 좋으면 올라가고, 전체적으로 나쁘면 내려가는 식으로), 따라서 아무도 모른다. 때문에 무슨 과목이든지 최대한 C(Credit; 50% 이상) 이상 받을 것을 권장한다. 특히 국어(Bahasa Malaysia)과목과 역사(Sejarah)과목은 무조건 C이상을 요하며, 이 때문에 이 두 과목만 필수과목으로 간주되기도 한다. 최근 정부는 영어(Bahasa Inggeris)과목도 국어과목과 역사과목처럼 50% 이상을 요하는 과목으로 만들려고 추진 중이다. 이 과목들 중 적어도 하나가 낙제할 경우, 아무리 다른 과목들이 전부 C이상, 심지어는 소위 "올백(전부다 A+)"이 나와도, SPM 결과에서 "시험 자체 낙제"가 되므로 대학 입학 등에 지장이 될 수 있다.

### 필수 과목
아래는 필수 과목의 목록이다.
| 코드 | 시험 과목    | 시험 과목 (말레이어/영어) | 시험 응시 언어     |
| ---- | ------------ | ------------------------- | ------------------ |
| 1103 | 국어         | Bahasa Melayu             | 말레이어           |
| 1119 | 영어         | Bahasa Inggeris           | 영어               |
| 1223 | 종교 교육[a] | Pendidikan Agama/Islam    | 말레이어           |
| 1225 | 도덕[b]      | Pendidikan Moral          | 말레이어           |
| 1249 | 역사         | Sejarah                   | 말레이어           |
| 1449 | 수학         | Matematik/Mathematics     | 말레이어 또는 영어 |
| 1511 | 과학[c]      | Sains/Science             | 말레이어 또는 영어 |

| a 모든 무슬림 학생들에게는 필수과목. |
| b 모든 비무슬림 학생들에게는 필수과목. |
| c 경제계열, 예술계열 또는 문학계열 학생들에게는 필수과목이며, 전문과학 계열의 경우 다른 과목을 선택하게 되는 경우가 많으므로 필수가 아님. |

### 선택 과목
선택 과목은 셀수없이 많은데, 필수과목 5개(또는 6개)가 이미 정해져 있기 때문에 이 역시 5개 정도 선택한다. 선택과목은 학교에서 나름 알아서 선택하곤 하는데 학교에서는 주로 7~8개 정도 선택한다. 하지만 실제 시험에서는 최대 5~6개까지만 가능하며, 덜 선택하거나 아예 선택하지 않아도, 심지어는 낙제해도 전체에 지장을 주는 것은 아니다. 하지만 필수 과목 중에 50%를 못 넘긴 게 있을 경우 여기서 그 만큼을 50%이상 넘겨야 하며, 그렇지 않으면 그냥 낙제된다. 선택과목은 학교마다 다르며, 다른학교에는 있고 자신의 학교에는 없거나, 자신의 학교에는 있고 다른 학교에는 없는 것도 있다.

#### 미술/건강 계열
| 코드 | 과목 이름   | 과목 이름 (말레이어/영어) | 시험 응시 언어 |
| ---- | ----------- | ------------------------- | -------------- |
| 2611 | 미술        | Pendidikan Seni Visual    | 말레이어       |
| 2621 | 음악        | Pendidikan Muzik          | 말레이어       |
| 4571 | 스포츠 과학 | Pengetahuan Sains Sukan   | 말레이어       |

#### 언어/문학 계열
| 코드 | 과목 이름                   | 과목 이름 (말레이어/영어)          | 시험 응시 언어 |
| ---- | --------------------------- | ---------------------------------- | -------------- |
| 2205 | 영어 문학                   | Literature in English              | 영어           |
| 2215 | 국어 문학                   | Kesusasteraan Melayu               | 말레이어       |
| 2361 | 고급 아랍어                 | Bahasa Arab Tinggi                 | 아랍어         |
| 6351 | 중국어                      | Bahasa Cina                        | 중국어         |
| 6354 | 타밀어                      | Bahasa Tamil                       | 타밀           |
| 6355 | 영어와 함께 배우는 기술과학 | English for Science and Technology | 영어           |
| 6356 | 이반어                      | Bahasa Iban                        | 이반어         |
| 6362 | 회화체 아랍어               | Bahasa Arab Komunikasi             | 아랍어         |
| 9216 | 중국어 문학                 | Kesusasteraan Cina                 | 중국어         |
| 9217 | 타밀어 문학                 | Kesusasteraan Tamil                | 타밀어         |
| 9303 | 프랑스어                    | Bahasa Perancis                    | 프랑스어       |
| 9378 | 펀자브어                    | Bahasa Punjabi                     | 펀자브어       |

#### 기술/가정 계열
| 코드   | 과목 이름                                          | 과목 이름 (말레이어/영어)                                        | 시험 응시 언어 |
| 3528   | 농학                                               | Sains Pertanian                                                  | 말레이어       |
| 3529   | 농업 기술                                          | Pengajian Agroteknologi                                          | 말레이어       |
| 3758   | 가정                                               | Ekonomi Rumahtangga                                              | 말레이어       |
| 3759   | 공사설계업                                         | Lukisan Kejuruteraan                                             | 영어           |
| 3760   | 기계공학                                           | Pengajian Kejuruteraan Mekanikal                                 | 영어           |
| 3761   | 토목공학                                           | Pengajian Kejuruteraan Awam                                      | 영어           |
| 3762   | 전자공학                                           | Pengajian Kejuruteraan Elektrik dan Elektronik                   | 영어           |
| 3763   | 창작                                               | Rekacipta                                                        | 말레이어       |
| 3764   | 공업기술                                           | Teknologi Kejuruteraan                                           | 영어           |
| 3766   | 케이터링                                           | Pengurusan Makanan                                               | 말레이어       |
| 3767   | 패션디자인                                         | Pola Pakaian                                                     | 말레이어       |
| 7101   | 건설                                               | Pembinaan Domestik                                               | 말레이어       |
| 7102   | 가구제조                                           | Membuat Perabot                                                  | 말레이어       |
| 7103   | 배관작업                                           | Kerja Paip Domestik                                              | 말레이어       |
| 7104   | 배선작업                                           | Pendawaian Domestik                                              | 말레이어       |
| 7105   | 용접기술                                           | Kimpalan Arka dan Gas                                            | 말레이어       |
| 7106   | 자동차공학                                         | Menservis Automobil                                              | 말레이어       |
| 7107   | 오토바이공학                                       | Menservis Motosikal                                              | 말레이어       |
| 7108   | 에어컨서비스                                       | Menservis Peralatan Penyejukan dan Penyamanan Udara              | 말레이어       |
| 7109   | 백색가전                                           | Menservis Peralatan Elektrik Domestik                            | 말레이어       |
| 7201   | 재단                                               | Rekaan dan Jahitan Pakaian                                       | 말레이어       |
| 7202   | 케이터링                                           | Katering dan Penyajian                                           | 말레이어       |
| 7203   | 식품가공                                           | Pemprosesan Makanan                                              | 말레이어       |
| 7204   | 미용                                               | Penjagaan Muka dan Dandanan Rambut                               | 말레이어       |
| 7205   | 유아교육학                                         | Asuhan dan Pendidikan Awal Kanak-Kanak                           | 말레이어       |
| 7206   | 노인학                                             | Gerontologi Asas dan Perkhidmatan Geriatrik                      | 말레이어       |
| 7301   | Landskap dan Nurseri                               | Nursery and Landscape                                            | Malay          |
| 7302   | Akuakultur dan Haiwan Rekreasi                     | Aquaculture and Pets                                             | Malay          |
| 7303   | Tanaman Makanan                                    | Food and Crop Cultivation                                        | Malay          |
| 7401   | Seni Reka Tanda                                    | Signage Design                                                   | Malay          |
| 7402   | Hiasan Dalaman Asas                                | Basic Interior Decoration                                        | Malay          |
| 7403   | Produksi Multimedia                                | Multimedia Production                                            | Malay          |
| 7404   | Grafik Berkomputer                                 | Computer Graphics                                                | Malay          |
| 8501   | Membuat Pakaian                                    | Dress Making                                                     | Malay          |
| 8502   | Menservis TV                                       | Television Servicing                                             | Malay          |
| 7301   | Landskap dan Nurseri                               | Nursery and Landscape                                            | Malay          |
| 8512   | Patisserie                                         | Patisserie                                                       | Malay          |
| 8521   | Persolekan                                         | Make Up                                                          | Malay          |
| 8522   | Dandanan Rambut                                    | Hair Dressing                                                    | Malay          |
| 8531   | Pengajian Perkembangan Kanak-Kanak                 | Child Development Studies                                        | Malay          |
| 8532   | Perkhidmatan Awal Kanak-Kanak                      | Early Childhood Service                                          | Malay          |
| 8541   | Penyediaan Masakan Barat dan Timur                 | Western & Eastern Food Preparation                               | Malay          |
| 8542   | Penyajian Makanan dan Minuman                      | Food and Beverage Catering                                       | Malay          |
| 8811   | Teknologi Bengkel Mesin                            | Machine Workshop Technology                                      | Malay          |
| 8812/1 | Kerja Menggegas                                    | Maintenance Work                                                 | Malay          |
| 8812/3 | Kerja Melarik                                      | Lathe Working                                                    | Malay          |
| 8813   | Lukisan Geometri dan Mesin                         | Geometric Drawing and Machines                                   | Malay          |
| 8813   | Teknologi Binaan Bangunan                          | Building Technology                                              | Malay          |
| 8815/1 | Kerja Kayu                                         | Woodworking                                                      | Malay          |
| 8815/3 | Kerja Bata                                         | Brickwork                                                        | Malay          |
| 8816   | Lukisan Geometri dan Pembinaan Bangunan            | Geometric Drawing and Building Construction                      | Malay          |
| 8817   | Teknologi Elektrik                                 | Electrical Engineering Technology                                | Malay          |
| 8818/1 | Pemasangan Elektrik                                | Electrical Installation                                          | Malay          |
| 8818/3 | Kawalan Elektrik                                   | Electric Control                                                 | Malay          |
| 8819   | Lukisan Geometri dan Elektrik                      | Geometric Drawing and Electricity                                | Malay          |
| 8820   | Teknologi Elektronik                               | Electronic Technology                                            | Malay          |
| 8821/1 | Menservis Radio                                    | Radio Servicing                                                  | Malay          |
| 8821/3 | Menservis TV                                       | Television Servicing                                             | Malay          |
| 8822   | Lukisan Geometri dan Elektronik                    | Geometric Drawing and Electronics                                | Malay          |
| 8823   | Teknologi Kimpalan dan Fabrikasi Logam             | Welding and Metal Fabrication Technology                         | Malay          |
| 8824/1 | Kerja Kimpalan Arka                                | Arc Welding                                                      | Malay          |
| 8824/3 | Kerja Kimpalan Gas                                 | Gas Welding                                                      | Malay          |
| 8825   | Lukisan Geometri dan Fabrikasi Logam               | Geometric Drawing and Metal Fabrication                          | Malay          |
| 8826   | Teknologi Automotif                                | Automotive Technology                                            | Malay          |
| 8827/1 | Auto Asas                                          | Basic Automotive                                                 | Malay          |
| 8827/2 | Kerja Elektrik dan Diesel                          | Electrical & Diesel Work                                         | Malay          |
| 8828   | Lukisan Geometri dan Automotif                     | Geometric Drawing and Automotives                                | Malay          |
| 8829   | Teknologi Penyejukan dan Penyamanan Udara          | Refrigeration Technology                                         | Malay          |
| 8830   | Memasang dan Menservis Penyejuk dan Penyaman Udara | Installation and Servicing of Refrigeration and Air-conditioning | Malay          |
| 8831   | Lukisan Geometri dan Penyaman Udara                | Geometric Drawing and Air-conditioning                           | Malay          |
| 8881   | Pengeluaran Tanaman                                | Crop Production                                                  | Malay          |
| 8882   | Pengeluaran Ternakan                               | Stockbreeding                                                    | Malay          |
| 8883   | Hortikultur Hiasan dan Landskap                    | Decorative Horticulture and Landscaping                          | Malay          |
| 8884   | Kejenteraan Ladang                                 | Plantation Engineering                                           | Malay          |
| 8885   | Pengurusan Ladang                                  | Plantation Management                                            | Malay          |

## 논란과 비판

### 문학(Literature/Komsas)
SPM은 해마다 일부 규정 등이 바뀌는 경우가 있으며, 특히 국어과목이나 영어과목의 문학부문은 대개 5년을 주기로 바뀐다. 이 문학이 바뀔 때 일부 문학들은 계속 유지되는 경우가 있으나, 때로는 전체가 다 바뀔 때도 있다. 지역적으로는 일정한 범위로 묶어두어, 지역범위마다 사용하는 문학이 다르다. 다른 지역의 문학은 자신의 지역에서 판매되지 않는다. 이런 문학을 자신의 지역에서 사용할 경우, SPM 문학을 사용했으니 인정을 해야 할지, 아니면 해당 지역 밖의 것을 사용했으므로 인정해서는 아니할 지에 대한 논란이 있다.

### 계산기
시험에 반입할 수 있는 계산기에 대한 논란이 있다. 1990년대까지는 계산기 자체의 반입이 금지되었다가, 2000년대 초반에 비로소 일반 계산기(덧셈, 뺄셈, 곱셈, 나눗셈만 가능한 간단한 계산기)의 반입이 허용되었고, 2000년대 중후반에 들어서 공학용 계산기의 반입이 허용되었다. 하지만, 이 공학용 계산기의 반입이 도대체 몇 단계의 계산기가 반입이 허용되는 가도 논란이 많다. 주로 350, 450, 570, 778, 991을 사용하는데, 350에 가까울 수록 기능이 적고, 991에 가까울 수록 기능이 많다. 문제는 어떤 계산기가 반입 금지품이냐는 것이다. 570도 MS와 ES 두 종류가 있으며, 일각에서는 MS는 되고 ES는 안 된다는 주장이 있다. 그리고 991의 경우는 대개 반입이 허락되지 않는 경우가 많으며, 선생님에 따라 "무조건 안 된다"는 주장도 있다. 이유는 단계가 높아질수록 부정행위를 할 가능성이 높아진다는 것 때문이다. 실제로 수학(Matematik/Mathematics)이나 전문수학(Matematik Tambahan/Additional Mathematics)과목의 경우, 시험지 앞장에 Mathematic Fomulae라 하여 간단한 공식이 있는데, 여기에 나오지 않은 것은 자신이 직접 공식을 외워서 해야 한다는 점이 있다. 하지만 계산기의 단계가 높아질 경우, 이른바 메모지 기능 등이 있어, 이런 공식을 비밀리에 메모해 소위 '커닝'을 할 수 있다는 것이다. 따라서 991은 반입을 금지해야 한다는 주장이 있다. 하지만 SPM 규정에는 '어떤 계산기가 허락되는가'에 대한 것조차 명시되어 있지 않고, 수학/전문수학 과목 시험지의 앞장에는 그저 "응시자는 공학용 계산기를 사용할 수 있습니다(You may use scientific calculator)"라는 말만 나와있지, 몇 단계냐는 말은 나와있지 않다. 따라서 계산기에 대한 논란은 학생들과 선생들, 심지어는 정부 관계자들 사이에서도 매년 논란이 되고 있다.

### 역사과목에 대한 필수제도
최근 정부는 역사를 단순한 필수과목이 아닌, 50% 이상의 성적을 요구하는 과목으로 바꾸었다. 이유는 "역사를 아는 것은 기본이다", "역사를 알아야 나라를 안다", "역사를 잊은 자에게 미래는 없다"는 등으로 삼는데, 한마디로 말하자면 "온 국민에게 역사를 알게 한다"고 할 수 있다. 문제는 5학년 역사는 말레이시아 역사와 정치 위주로 다루므로 상관이 없지만, 4학년 역사는 이슬람교의 역사 위주로 다루기 때문에 논란이 되는 것이다. 이는 "무슬림 우대에 기반했다", "이슬람교를 믿으려 하지 않는 자에게 이슬람을 강요한다"고 비난을 받으며, 일부 무슬림들조차 "비무슬림에게 이슬람을 강요하는 것은 잘못"이라고 비판한다. 하지만 일각에서는 "비록 비무슬림들의 마음이 그럴 지라도, 이슬람교는 말레이시아의 국교이므로 비무슬림도 최소 역사만큼은 알아야 한다"는 입장으로 찬성하여 논란이 불거지고 있다. 대신 정부는 역사를 필수화하면서 페이퍼 3(Kertas 3)를 추가했는데, 이 부분만큼은 교과서건, 문제집이건, 심지어는 인터넷에서 찾은 자료건 다 가져와서 그 자료를 그대로 베끼도록 하여 역사 성적을 높여주는 데 도움을 주도록 하였다. 하지만 문제가 어떻게 나올 지는 아무도 모르고, 3개의 페이퍼 중 고작 20%에 지나지 않으며, 인터넷으로 찾아보는 행위는 금물이다.